# El Limón (kommun)
El Limón är en kommun i Mexiko.   Den ligger i delstaten Jalisco, i den södra delen av landet, 500 km väster om huvudstaden Mexico City. Antalet invånare är 2 646. Arean är 131 kvadratkilometer.
Terrängen i El Limón är kuperad.
Följande samhällen finns i El Limón:
- El Limón
- San Juan de Amula
- El Palmar de San Antonio
- San Buenaventura